# Sr. y Sra. Camas
Sr. y Sra. Camas fue una telecomedia argentina de comedia romántica emitida en la TV Pública Digital. Fue escrita por Adriana Lorenzón y dirigida por Eduardo Rípari y Mariano Ardanaz. Comenzó a emitirse el 18 de abril de 2011, de lunes a jueves a las 22:30 y finalizó el 28 de diciembre de 2011.

## Sinopsis
Cuenta la historia del Sr. y la Sra. Camas, una pareja de exitosos consejeros matrimoniales, creadores de un imbatible método de autoayuda. Su mayor aspiración es lograr el reconocimiento público como consejeros y trascender a la fama.
Así fundan el Centro CAMAS (Centro de Ayuda a Matrimonios Antes de Sucumbir), donde además de enseñar su método, brindan a las parejas herramientas para solucionar todo tipo de problemas de la mano de un completo y variado equipo de profesionales que va desde un médico nutricionista hasta una asesora espiritual.
El centro Camas pasará del fracaso rotundo al éxito total y, en el medio del cambio, tendrán lugar todo tipo de pormenores entre los Camas, los matrimonios y los especialistas del lugar.
"Sr. y Sra. Camas", la comedia protagonizada por Florencia Peña y Gabriel Goity, debutó en la Televisión Pública con un primer capítulo  el 18 de abril de 2011.Los capítulos fueron emitidos de lunes a jueves a las 22:30 (UTC-3) hasta el mes de diciembre de 2011.

## Elenco
- Florencia Peña
- Gabriel Goity
- Mirta Busnelli
- Carola Reyna
- Diego Ramos
- Patricia Etchegoyen
- Lola Berthet
- Nicolás Scarpino
- Damián Dreizik
- Ana Pauls
- Noralíh Gago
- Leo Bosio
- Vanesa Weinberg
- Coco Echagüe
- Gustaf van Perinostein
- Jorge Esmoris

## Participaciones
- Elizabeth Vernaci
- Victoria Onetto
- "Marley"
- Fabián Gianola
- Miguel Ángel Rodríguez
- María Fernanda Callejón

## Descripción de los personajes
- Débora Camas (Florencia Peña): Nunca estudió nada, pero tiene buena memoria y es encantadora. Sueña con el dinero y la fama.
- Nacho Camas (Puma Goity): Es tranquilo y algo fóbico, y no le preocupa el dinero. Ama a Débora por sobre todas las cosas.
- Shirley Verón (Mirta Busnelli): Licenciada en ciencias ocultas, tiene a su cargo el área de recreación y terapias alternativas del Centro Camas. Es la madre de Débora.
- Leo Parisi (Diego Ramos): Es el inversor misterioso, hermano oculto del creador del método (Viglietti), que sin que se sepa, buscará venganza. Seductor nato, su punto débil es Débora.
- Olimpia Sadakis (Carola Reyna): Sexóloga del Centro, mejor amiga de Débora y feminista acérrima.
- Antonia Miquelarena (Patricia Etchegoyen): Contadora del Centro Camas y mujer de doble personalidad: por un lado fría y calculadora, y por el otro, fuego y pasión.
- Zoe Damico (Lola Berthet): Jefa de prensa, manager, asistente, consejera, productora multimedia. Está loca, odia a Débora y ama a Nacho.
- Emanuel Bustillos (Nicolás Scarpino): Hermano de Débora, vive con su madre, tiene problemas de identidad y ama a un hombre.
- Manuel Pedraza (Damián Dreizik): Médico nutricionista del Centro Camas. Odia a Débora y a Nacho, tiene sus razones. Pusilánime, influenciable, inseguro, manipulable, poco carácter.
- Ludmila (Ana Pauls): Hija adolescente de Nacho, más por su edad que por su actitud. Influenciada por su madre cree que el mundo le debe algo, que Débora es su enemiga y que Nacho le mezquina el dinero. Cambia según el viento y enloquece a su padre con caprichos.
- Analía Verón (Noralih Gago): Recepcionista del Centro Camas. Cuenta con amplia trayectoria en recepciones de todo tipo. De familia de recepcionistas y orgullosa de serlo. Hace cursos sobre el tema y otros temas variados. Domina algunos idiomas pero no se sabe bien cuáles. Soltera. Un poco despistada fuera de su trabajo. Es sobrina de Shirley, prima de Emanuel y de Débora. Está enamorada de Coco.
- Regina (Vanesa Weinberg): Exmujer de Nacho Camas y madre de su única hija, Ludmila. Es brasileña y, a pesar de ser blanca, cree que pertenece al grupo étnico de color, al cual honra y defiende de ataques racistas imaginados. Integra un grupo de música brasileña. Odia a Débora. Extraña a Nacho. Pero lo que más le gusta es el dinero.
- Coco (Coco Echagüe): Ordenanza del Centro Camas. Su mayor virtud: la rapidez en sus tareas habituales. Su mayor defecto: la rapidez con las mujeres. Mujeriego incurable.
- Willy Rene van der Kerkhof (Gustaf van Perinostein):Es amigo de la infancia de Nacho y asesor legal del Centro. Casado y divorciado infinidad de veces, padece de una misoginia incurable que le trae como consecuencia una alteración en su personalidad que lo vuelve un ser bastante particular. Se pelea permanentemente con Olimpia, de quien es muy probable termine enamorado, y eso lo atormenta.
- Viglietti (Jorge Esmoris): Él es Viglietti, el hombre que reclama justicia. El hombre que tiene planes siniestros para destruir a Débora y Nacho Camas. Viglietti es... EL VENGADOR!

## Premios y nominaciones
| Año  | Premio                | Categoría                          | Dirigido        | Resultado |
| ---- | --------------------- | ---------------------------------- | --------------- | --------- |
| 2011 | Premios Martín Fierro | Mejor Comedia                      | Sr y Sra. Camas | Nominados |
| 2011 | Premios Martín Fierro | Mejor Actor - Telenovela o Comedia | Gabriel Goity   | Nominado  |